# Korkosze
Korkosze – przysiółek wsi Huta Szumy, położony w Polsce w województwie lubelskim, powiecie tomaszowskim, w gminie Susiec nad Tanwią.
W latach 1975–1998 miejscowość administracyjnie należała do województwa zamojskiego.
Wierni Kościoła rzymskokatolickiego należą do parafii Chrystusa Króla w Hucie Różanieckiej.

## Nazwa
Nazwa miejscowości  pochodzi od zamieszkującej ją szlacheckiej rodziny Korkosz (Korkoz) herbu Pobóg.
Rozporządzenie MSWiA z dnia 14 grudnia 2001r.  zmieniło urzędową nazwę miejscowości z Korkosze na Huta Szumy.
Nazwa Korkosze nie figuruje w oficjalnym rejestrze TERYT.